# Інок (Юта)
Інок (англ. Enoch) — місто (англ. city) в США, в окрузі Айрон штату Юта. Населення — 7374 особи (2020).

## Географія
Інок розташований за координатами 37°46′0″ пн. ш. 113°2′34″ зх. д. / 37.76667° пн. ш. 113.04278° зх. д. (37.766668, -113.042831).  За даними Бюро перепису населення США в 2010 році місто мало площу 18,66 км², уся площа — суходіл.

## Демографія
Згідно з переписом 2010 року, у місті мешкали 5803 особи в 1586 домогосподарствах у складі 1390 родин. Густота населення становила 311 осіб/км².  Було 1714 помешкання (92/км²).
Расовий склад населення:
| - 92,7 % — білих - 1,6 % — корінних американців - 0,5 % — азіатів - 0,4 % — вихідців з тихоокеанських островів - 0,1 % — чорних або афроамериканців - 2,4 % — осіб інших рас |

До двох чи більше рас належало 2,3 %. Частка іспаномовних становила 6,7 % від усіх жителів.
За віковим діапазоном населення розподілялося таким чином: 40,1 % — особи молодші 18 років, 53,1 % — особи у віці 18—64 років, 6,8 % — особи у віці 65 років та старші. Медіана віку мешканця становила 27,1 року. На 100 осіб жіночої статі у місті припадало 100,7 чоловіків;  на 100 жінок у віці від 18 років та старших — 99,6 чоловіків також старших 18 років.
Середній дохід на одне домашнє господарство  становив 60 468 доларів США (медіана — 52 088), а середній дохід на одну сім'ю — 65 155 доларів (медіана — 54 493). Медіана доходів становила 42 007 доларів для чоловіків та 31 963 долари для жінок. За межею бідності перебувало 11,1 % осіб, у тому числі 15,0 % дітей у віці до 18 років та 7,1 % осіб у віці 65 років та старших.
Цивільне працевлаштоване населення становило 2381 особа. Основні галузі зайнятості: освіта, охорона здоров'я та соціальна допомога — 21,4 %, будівництво — 11,0 %, науковці, спеціалісти, менеджери — 10,4 %, роздрібна торгівля — 10,0 %.